# Abencerrajes

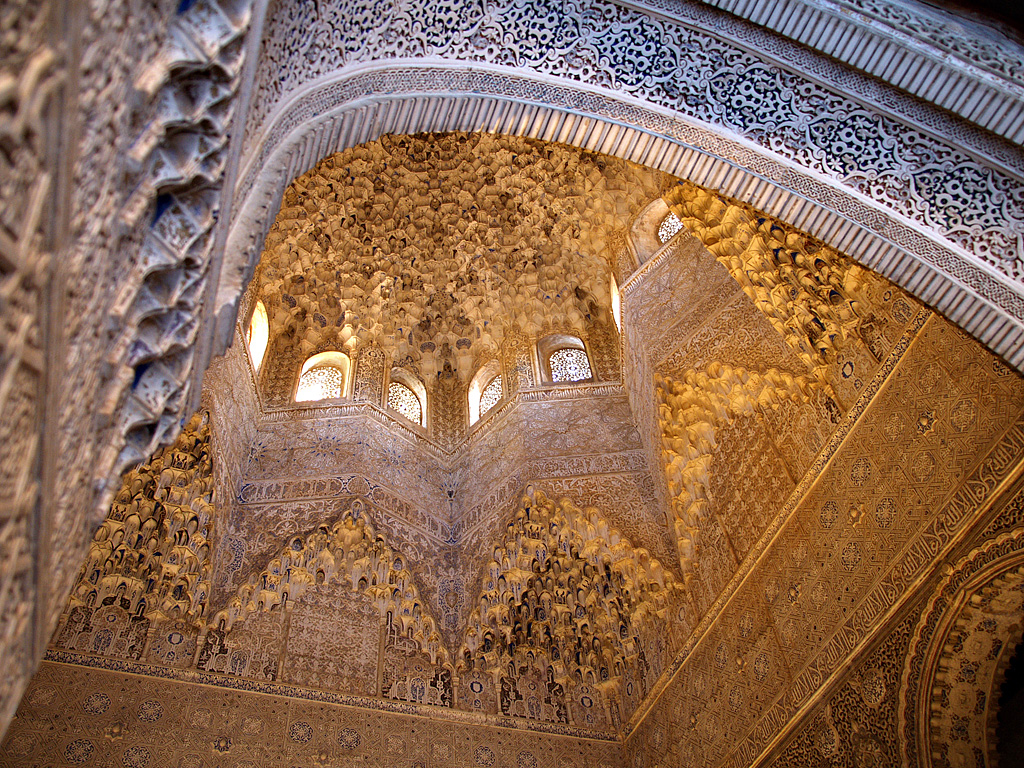
Techo de la sala de los Abencerrajes de la Alhambra.

Los Abencerrajes o Banu al-Sarrāŷ (ár. بنو السراج) (literalmente, 'hijos del talabartero')  fueron un linaje vinculado al poder político en el reino nazarí de Granada, especialmente durante el siglo XV, destacando por participar en las luchas políticas entre los distintos sultanes granadinos. Las represalias que sufrieron dieron lugar a las conocidas leyendas sobre la matanza de los Abencerrajes.

## Historia y leyenda

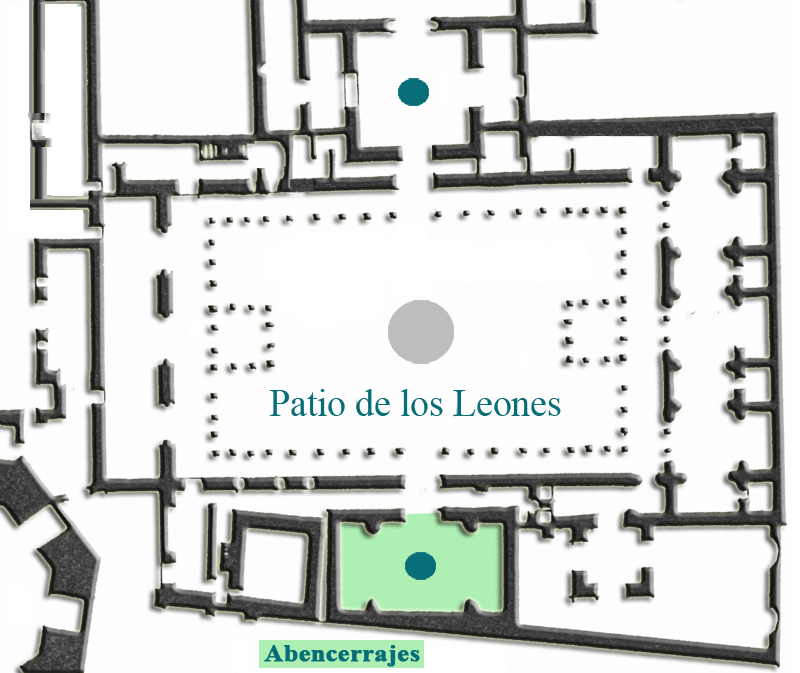
Plano de situación de la sala de los Abencerrajes (señalada en verde) en la Alhambra.

Los abencerrajes fueron muy importantes en la vida política granadina del siglo XV y participaron en las diversas revueltas sociopolíticas que tuvieron lugar en ese periodo clave, contribuyendo a desencadenar la guerra civil que debilitó al reino nazarí y condujo al fin del dominio musulmán con la Guerra de Granada.
Su mayor poder lo alcanzaron con el sultán Muhámmad IX, del que Yúsuf ibn Sarraŷ fue visir. Pero desde el acceso de Muhámmed X al poder en 1445, su protagonismo comenzó a desvanecerse. Apoyaron a diversos sultanes, como Abu Nasr Saad, pero también sufrieron persecuciones. Sublevados en Málaga en 1469, en tiempos del sultán Muley Hacén, los abencerrajes fueron duramente reprimidos, lo que empujó a muchos de ellos a huir desde 1473 a tierras de Castilla.
Según cuenta la leyenda, Muley Hacén y su hermano El Zagal ordenaron el asesinato de los miembros del clan, 36 caballeros de la tribu de Aben Hud, bien fuera por un lance amoroso (uno de los abencerrajes fue sorprendido escalando los muros hacia la ventana de su amada imposible, miembro de la familia real granadina), bien, más prosaicamente, para evitar así las intrigas políticas y fortalecer a la monarquía. Llamó a todos sus rivales a un salón contiguo al Patio de los Leones de la Alhambra y allí los mandó asesinar; desde ese momento ese salón recibe el nombre de Salón de los Abencerrajes, y se decía que el agua de los surtidores corrió tintada en sangre, cuyas manchas no se han podido borrar.
El escritor estadounidense del Romanticismo Washington Irving, en sus Cuentos de la Alhambra (Tales of the Alhambra), niega toda realidad a esta masacre; y parece que el origen del bulo viene de una confusión entre Mohámmed XII az-Zughbî (El Chico) (fallecido en 1528), más corrientemente llamado Boabdil, y Abu Nasr Saad (Ciriza) (fallecido en 1465), quien efectivamente hizo ejecutar en 1462 a dos de los más eminentes miembros de la familia. Hay otra confusión posible entre Muhámmad XI (el Chiquito) (fallecido en 1455 asesinado por Sa'd al-Musta'în) y Boabdil (El Chico).

## Los abencerrajes en la literatura y la música
La rivalidad entre los abencerrajes y los zegríes (el linaje nobiliario rival que se les oponía) fue utilizada para ambientar una de las primeras novelas históricas o historias noveladas, la de Ginés Pérez de Hita Historia de los bandos de los zegríes y abencerrajes, caballeros moros de Granada, de las civiles guerras que hubo en ella... hasta que el rey don Fernando el quinto la ganó (Zaragoza, 1595); que tuvo una segunda parte dedicada a la rebelión y expulsión de los moriscos. Está en el origen del denominado romance morisco, revitalización del Romancero viejo durante el siglo XVII.

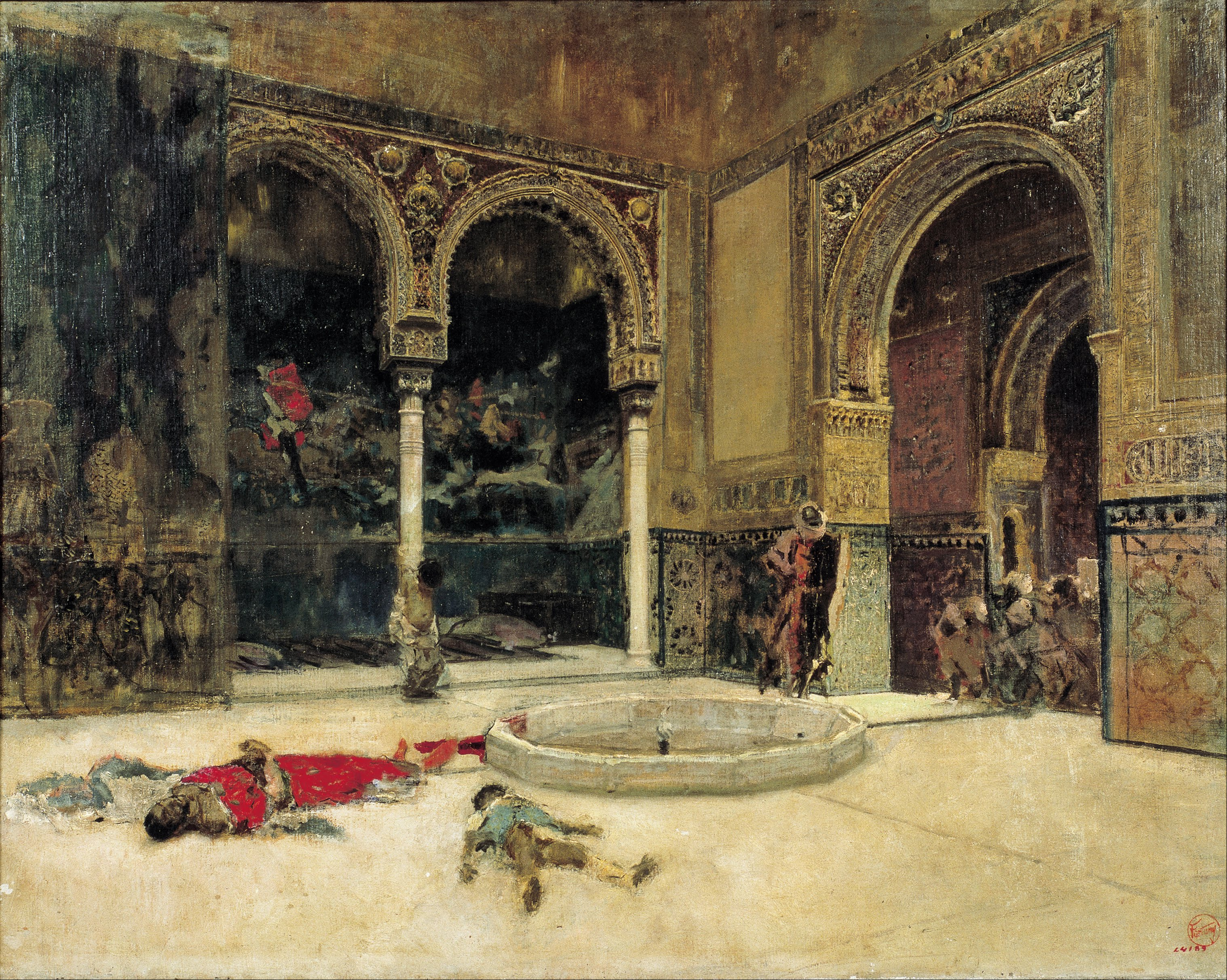
Matanza de los Abencerrajes (1870), por Mariano Fortuny

En la literatura y la música existen las siguientes apariciones de los Abencerrajes:
- La Historia del Abencerraje y de la hermosa Jarifa (1551), novela morisca de Antonio de Villegas. a
- Ginés Pérez de Hita: Historia de los bandos de los Zegríes y Abencerrajes, caballeros moros de Granada, de las civiles guerras que hubo en ella... hasta que el rey don Fernando el quinto la ganó (Zaragoza, 1595).
- Romance morisco "Caballeros granadinos / aunque moros, hijosdalgo..." y sus glosas, una de ellas en décimas de Lucas Rodríguez.
- Romance "En la fuerza de Almería / se disimulaba Hacén, / Abencerraje hurtado / a la indignación del rey", atribuido a Luis de Góngora.
- El remedio en la desdicha (1596), de Lope de Vega; también en su El gallardo Jacimín e Hidalgo Abencerraje, en la intriga secundaria de El cordobés valeroso Pedro Carbonero y en la comedia morisca Prisión de los Bencerrajes y Envidia de la nobleza, en la que se funden elementos de la Historia de Abindarráez y Xarifa, el romancero morisco nuevo y la obra de Ginés Pérez de Hita; se alude al hecho también en su El hijo de Reduán y es tema importante de “La desdicha por la honra”, una de sus Novelas a Marcia Leonarda.
- La honesta infamada y muerte de los Abencerrajes, comedia anónima que puede calificarse de "comedia morisca a lo divino", pues se centra en el tema de las conversiones.
- Gonzalve de Cordoue ou Grenade reconquise de Jean-Pierre Claris de Florian, 2 Ed. Paris, 1792, vol. II, pp. 137-143, incluye el relato de la matanza.
- Les Abencérages ou l'Etendard de Grenade (1813), ópera de Luigi Cherubini con libreto de Étienne de Jouy.
- L'esule di Granata ("El exiliado de Granada"), ópera de Giacomo Meyerbeer estrenada en el teatro de la Scala de Milán con libreto italiano de Felice Romani el 12 de marzo de 1822.
- Les Aventures du dernier Abencérage ("Aventuras del último Abencerraje") (1826). Novela de François-René de Chateaubriand.
- Los Abencerrajes, en Cuentos de la Alhambra (1832) de Washington Irving.
- The Alhambra. A Series of Tales and Sketches from the Moors and Spaniards (1832) de Washington Irving.
- Una conversación en la Alahambra (1859), en Historietas nacionales de Pedro Antonio de Alarcón
- El último abencerraje, melodrama en cuatro actos de Francisco Fors de Casamayor (Barcelona, Impr. de N. Ramírez, 1874).
- L'ultimo abenzeraggio: òpera in quattro atti por Felipe Pedrell, Barcelona: Andrés Vidal y Roger, 1874.
- Alhambra-Sonate para piano, op. 34: 6. Movimiento: Die Abenceragen, obra de Heinrich Schulz-Beuthen, 1878-1882[3]
- El último Abencerraje: melodrama en cuatro actos por Climent Cuspinera Oller, Barcelona: Manuel Salvat, 1889.
- L'ultimo degli Abencerragi (¿1893?) ópera de Giacomo Setaccioli (1868–1925)
- El misterio del Abencerraje, por Manuel López Flores, Barcelona: Felipe González-Rojas, 1943.
- قصة ابن سراج والجميلة شريفة / Qiṣṣat Ibn Sarrāğ wa-l-ğamīla šarīfa, por Ḫālid Sālim, دار فينيكس للترجمة والنشر، Al-Qāhira Dār Fīnīks li-l-Tarğama wa-l-Našr, 2009.[4]

## Los Abencerrajes en las artes
Mariano Fortuny pintó en 1870 el cuadro La matanza de los Abencerrajes en el mismo patio de la Alhambra donde hipotéticamente sucedió en 1445; el cuadro cuelga hoy en el Museo Nacional de Arte de Cataluña, Barcelona. Por otra parte, el pintor francés Georges Clairin (1843-1919) es el autor de un cuadro titulado Le Massacre des Abencérages actualmente en el Museo de Bellas Artes de Ruan.

## Personajes históricos del linaje de los Abencerrajes
- Abū l-Haŷŷāŷ Yūsuf b. al-Sarrāŷ, visir en tiempos del rey Muhammad IX el Zurdo (c. 1419-1431). Casado con 'Ā'isha b. 'Abd Allāh b. 'Abbād. Propietario de la alquería de Daragoleja. Murió en Loja durante el enfrentamiento en esa ciudad entre las tropas de Muhammad IX y del aspirante al trono Yusuf b. al-Mawl[5][6][7]
- Abū l-Qāsim b. al-Sarrāŷ, visir en tiempos del rey Muhammad X el Chiquito (c. 1453), hijo del visir Yūsuf b. al-Sarrāŷ y de 'Ā'isha b. 'Abd Allāh.[6][7]
- Umm al-'Ulā, hija de Yūsuf b. al-Sarrāŷ. Casada con Yūsuf al-Balansī, hijo del alcaide Mas'ūd al- Balansī. Tras enviudar, casó con su primo paterno Yūsuf b. Ibrāhīm b. al-Sarrāŷ.[7]
- Abū l-Haŷŷāŷ Yūsuf b. al-Sarrāŷ, alcaide en tiempos del rey Sa‘d (c. 1460-1462), hijo del visir Abu l-Qasim b. al-Sarraŷ. El sultán Sa'd ordenó su muerte en 1462.[5][6]
- Muhammad b. al-Sarrāŷ, visir en tiempos del rey Abu l-Hasan Ali (c. 1465), hijo también del visir Abu l-Qasim b. al-Sarraŷ. En 1462 huyó de Granada ante la represalia de Sa'd contra Yūsuf b. al-Sarrāŷ.[5][8]
- Umm al-'Ulā, hija del visir Abu l-Qasim b. al-Sarraŷ. Casada con Ibrāhīm b. Muḥammad al-Qabsānī. [7]
- Ali b. al-Sarrāŷ, quizá hermano de los anteriores, citado entre los notables del reino que huyen de Granada en 1462 ante la represalia de Sa'd contra Yūsuf b. al-Sarrāŷ.[8]
- Abū l-Qāsim b. al-Sarrāŷ, alcaide al servicio del rey Boabdil en Andarax, hijo del visir Muhammad b. al-Sarrāŷ (c. 1493).[9]
- Ibrahim b. al-Sarrāŷ, citado en las capitulaciones de Granada (1491) en relación con unos escuderos suyos que eran cautivos de los cristianos. Quizá hermano del anterior Abū l-Qāsim b.al-Sarrāŷ[10][7]
- Abū 'Abd Allāh Muḥammad b. 'Abd al-Ḥaqq b. al-Sarrāŷ, alcaide citado en un documento de compraventa de una casa en Granada en 1493. [11]